# تشاريس تشاريسيس
تشاريس تشاريسيس (باليونانية: Χάρης Χαρίσης)‏ (12 يناير 1995 بيوانينا في اليونان - ) هو لاعب كرة قدم يوناني في مركز الدفاع. لعب مع باس جيانينا ونادي باوك.

## روابط خارجية
- تشاريس تشاريسيس على موقع الاتحاد الأوربي (الإنجليزية)
- تشاريس تشاريسيس على موقع اتحاد تركيا (لاعب) (الإنجليزية)
- تشاريس تشاريسيس على موقع إي إس بي إن إف سي (الإنجليزية)
- تشاريس تشاريسيس على موقع قاعدة بيانات كرة القدم.إي يو (الإنجليزية)
- تشاريس تشاريسيس على موقع Soccerway.com (الإنجليزية)
- تشاريس تشاريسيس على موقع عالم كرة القدم.نت (الإنجليزية)